# Domino Dancing
"Domino Dancing" é um single da dupla inglesa Pet Shop Boys, lançado em 12 de setembro de 1988, pertencente ao álbum Introspective. A música mistura pop, synthpop e eletrônica, assim como as outras músicas do álbum. O videoclipe desta música foi gravado em Porto Rico, em 1988.
No Brasil, figurou na 65ª posição na lista Hot100Brasil entre as músicas mais executadas em 1989. Integrou, ainda, a trilha sonora internacional da novela O Salvador da Pátria, como tema do núcleo jovem.

## Faixas

### 7": Parlophone / R 6190 (UK)
1. "Domino dancing" (Single version) – 4:17
2. "Don Juan" – 3:53

### 12": Parlophone / 12 R 6190 (UK)
1. "Domino Dancing" (Disco mix) – 7:41
2. "Don Juan" (Disco mix) – 7:32
3. "Domino Dancing" (Alternative mix) – 4:42

- also released on MC (TCR 6190) and CD (CDR 6190)

### 12": Parlophone / 12 RX 6190 (UK)
1. "Domino Dancing" (Base mix) – 5:53
2. "Don Juan" (Demo) – 4:19
3. "Domino Dancing" (Demo) – 4:45

### 12": Capitol / V-56116 (US)
1. "Domino Dancing" (Disco mix) – 7:41
2. "Domino dancing" (Single version) – 4:17
3. "Domino Dancing" (Alternative mix) – 4:48 (Longer outro)
4. "Don Juan" (Disco mix) – 7:32

## Desempenho nas paradas musicais
| Parada musical (1988)                    | Melhor posição |
| ---------------------------------------- | -------------- |
| Reino Unido UK Albums Chart              | 7              |
| Áustria - Ö3 Austria Top 40              | 19             |
| Noruega - VG-lista                       | 5              |
| Países Baixos - MegaCharts               | 9              |
| Nova Zelândia (New Zealand Albums Chart) | 9              |
| Suécia - Sverigetopplistan               | 6              |
| Suíça - Schweizer Hitparade              | 5              |

## Participaram do clipe deDomino Dancing
- Chris Lowe (interpretando ele mesmo, como DJ de uma festa)
- Neil Tennant (idem)
- David Boira (rapaz que disputa o amor de uma garota com um amigo)
- Adalberto Martinez Mojica (idem)
- Donna Bottman (garota disputada pelos dois rapazes)